# Montellà
Montellá es una entidad de población española del municipio de Montellá Martinet, perteneciente a la provincia de Lérida, en la comunidad autónoma de Cataluña.

## Historia
Hacia mediados del siglo XIX, el lugar tenía ayuntamiento propio. Aparece descrito en el undécimo volumen del Diccionario geográfico-estadístico-histórico de España y sus posesiones de Ultramar de Pascual Madoz con las siguientes palabras:

MONTELLÁ: v. con ayunt. al que esta agregado el pueblo de Martinet, y el cas. de Troncho, en la prov. de Lérida (24 leg.), part. jud. y dióc. de Seo de Urgel (4), aud. terr. y c. g. de Cataluña (Barcelona 26): está sit. en la cima de un cerro á 1/2 cuarto de leg. de la márg. izq. del r. Segre, donde le combaten libremente todos los vientos, y disfruta de clima sano aunque frio. Se compone de 100 casas, una igl. parr. (San Saturnino), que abraza los anejos de Martinet y Troncho, siendo su curato de término, y servido por un cura rector: el cementerio se halla fuera del pueblo á 500 pasos de dist., y próximo á él hay una ermita. El térm. se estiende 4 leg. de N. á S., y 1/2 de E. á O., confinando por el N. con el de Travesera; E. Santa Eugenia, S. la montaña de Cadi, y O. térm. de Villech y Estañá: abraza dentro de su circunferencia la ya nombrada ald. de Martinet y cas. de Troncho, bastante en distintos parages de él varias fuentes de agua de buena calidad. El terreno es de regular calidad, con monte llamado de Montellá, de 2 leg. de circuito á 1/2 hora de la v., poblado de pinos y con muy buenas yerbas. Los caminos dirigen á Martinet, Bellver y Seo de Urgel en regular estado. La correspondencia se recibe por el conductor que vá de Puigcerdá á la cab. del part. prod.: trigo, legumbres y patatas; cria ganado lanar, cabrio, vacuno y de cerda; y caza de perdices, liebres y conejos. pobl.: del ayunt. 118 vec., 708 almas. riqueza imp.: 134,631 rs. contr.: el 14'28 por 100 de esta riqueza.
(Madoz, 1848, p. 544)

En la actualidad, pertenece al municipio de Montellá Martinet. En 2022, la entidad singular de población tenía empadronados 146 habitantes y el núcleo de población, 138.